# Paco León
Pour les articles homonymes, voir Léon.
Paco León, né le 4 octobre 1974 à Séville, est un acteur et réalisateur espagnol.

## Biographie
Paco León est le fils de l'actrice Carmina Barrios (es). Sa sœur, María León, est également actrice.

## Carrière
Il fait ses débuts en 2001 dans un sitcom de Telecinco, Moncloa, ¿dígame? . Il obtient le rôle de Luisma dans la série Aída, de 2005 jusqu’à 2014. En 2005, il joue également dans Reinas de Manuel Gómez Pereira.
En 2006, il co-écrit et réalise la série Ácaros pour la chaîne Cuatro. En 2012, il réalise Carmina o revienta, un film où il donnera le premier rôle à sa mère. Ce film sera nommé à la 27e cérémonie des Goyas dans la catégorie du meilleur nouveau réalisateur.
En 2013, il réalise le film Kiki : l'amour en fête, avec Natalia de Molina.
En 2018, il réalise la série Arde Madrid ; la même année, il joue dans la série historique La Peste sur Movistar+ ; il joue également le rôle d'une femme trans dans la série mexicaine La casa de las flores.
En 2022, il réalise son quatrième film, Rainbow, inspirée du magicien d'Oz, avec Dora Postigo et Ayax Pedrosa (rappeur du groupe Ayax y Prok) comme protagonistes.

## Vie privée
Il est en couple de 2006 à 2020 avec Anna Rodríguez Costa. Ils ont une fille, née en 2010, nommée Manuela.
Il révèle sa bisexualité en 2016.

## Filmographie

### Cinéma

#### Longs métrages
- 2003 : La vida mancha d'Enrique Urbizu : Un homme
- 2005 : Reinas de Manuel Gómez Pereira : Narciso
- 2006 : La dama boba de Manuel Iborra : Maître Danza
- 2006 : Los mánagers de Fernando Guillén Cuervo : Pipo
- 2008 : Sexy Killer (Sexykiller, morirás por ella) de Miguel Marti : Une victime
- 2009 : Amours salées et plaisirs sucrés (Dieta mediterránea) de Joaquín Oristrell : Toni
- 2011 : No lo llames amor... llámalo X d'Oriol Capel : Fermín
- 2013 : 3 mariages de trop (Tres bodas de más) de Javier Ruiz Caldera : Mikel
- 2016 : Kiki : l'amour en fête (Kiki, el amor se hace) de lui-même : Paco
- 2016 : 7 Años de Roger Gual : Luis
- 2016 : Embarazados de Juana Macías : Fran
- 2017 : La tribu de Fernando Colomo : Fidel
- 2017 : Toc toc de Vicente Villanueva : Emilio
- 2021 : La casa de las flores : Le film (La casa de las flores : La película) de Manolo Caro : José María Riquelme Torres
- 2021 : Mamá o papá de Dani de la Orden : Víctor
- 2022 : Un talent en or massif (The Unbearable Weight of Massive Talent) de Tom Gormican : Lucas Gutierrez
- 2022 : No mires a los ojos de Félix Viscarret : Damián
- 2023 : Mari(dos) de Lucía Alemany : Toni

#### Courts métrages
- 2004 : Días rojos de Gonzalo Bendala : Canijo
- 2006 : Con lengua d'Anna R. Costa : Javier
- 2007 : Espagueti western de Sami Natsheh : Trovador (voix)

### Télévision

#### Séries télévisées
- 2001 : Moncloa ¿dígame? : Mario
- 2004 : Jet Lag : L'amant
- 2004 - 2005 : 7 vidas : Edu / Luisma García García
- 2005 - 2014 : Aída : Luisma García García
- 2006 - 2007 : Ácaros : Sonny Crocket
- 2009 : Lo que surja : Chulazo26
- 2018 : Arde Madrid : Manolo
- 2018 : La Peste : Luis de Zúñiga
- 2018 - 2020 : La casa de las flores : José María Riquelme Torres
- 2019 : Capítulo 0 : George
- 2020 : Ruido Capital : Antonio
- 2021 : Besos al aire : Javi

#### Téléfilm
- 2002 : Asalto informático de Miguel Ángel Carrasco : LX

### Réalisateur
- 2006 - 2007 : Ácaros (6 épisodes)
- 2012 : Carmina o revienta de lui-même
- 2013 : Kiki, l'amour en fête (Kiki, el amor se hace) de lui-même
- 2014 : Carmina ! (Carmina y amén) de lui-même
- 2015 : Vaca Paloma de lui-même (court métrage)
- 2018 : Arde Madrid (8 épisodes)
- 2022 : Rainbow de lui-même

### Scénariste
- 2006 - 2007 : Ácaros (2 épisodes)
- 2012 : Carmina o revienta de lui-même
- 2013 : Kiki, l'amour en fête (Kiki, el amor se hace) de lui-même
- 2014 : Carmina ! (Carmina y amén) de lui-même
- 2015 : Vaca Paloma de lui-même (court métrage)
- 2018 : Arde Madrid (8 épisodes)
- 2022 : Rainbow de lui-même

## Distinctions
- 2005 : TP de Oro : meilleur acteur pour Aída[4]
- 2010 : TP de Oro : meilleur acteur pour Aída
- 2010 : Prix Ondas : meilleure interprétation masculine pour Aída